# Schönefeld
Schönefeld is een gemeente in het noordoosten van Duitsland. De gemeente ligt ten zuidoosten van de hoofdstad Berlijn en is gelegen binnen het Landkreis Dahme-Spreewald, een deel van de Duitse deelstaat Brandenburg. Schönefeld telt 17.017 inwoners.
Op het grondgebied van de gemeente lag de naar de gemeente genoemde luchthaven Berlin-Schönefeld, tegenwoordig Terminal 5 van de huidige enige luchthaven van Berlijn, Berlin Brandenburg die zich ook volledig op het grondgebied van de gemeente bevindt. Berlin Brandenburg had volgens de oorspronkelijke planning in november 2011 moeten openen. Vele nieuwe data en meerdere miljarden meerkosten later werd de luchthaven geopend op 31 oktober 2020.

## Plaatsen in de gemeente Schönefeld

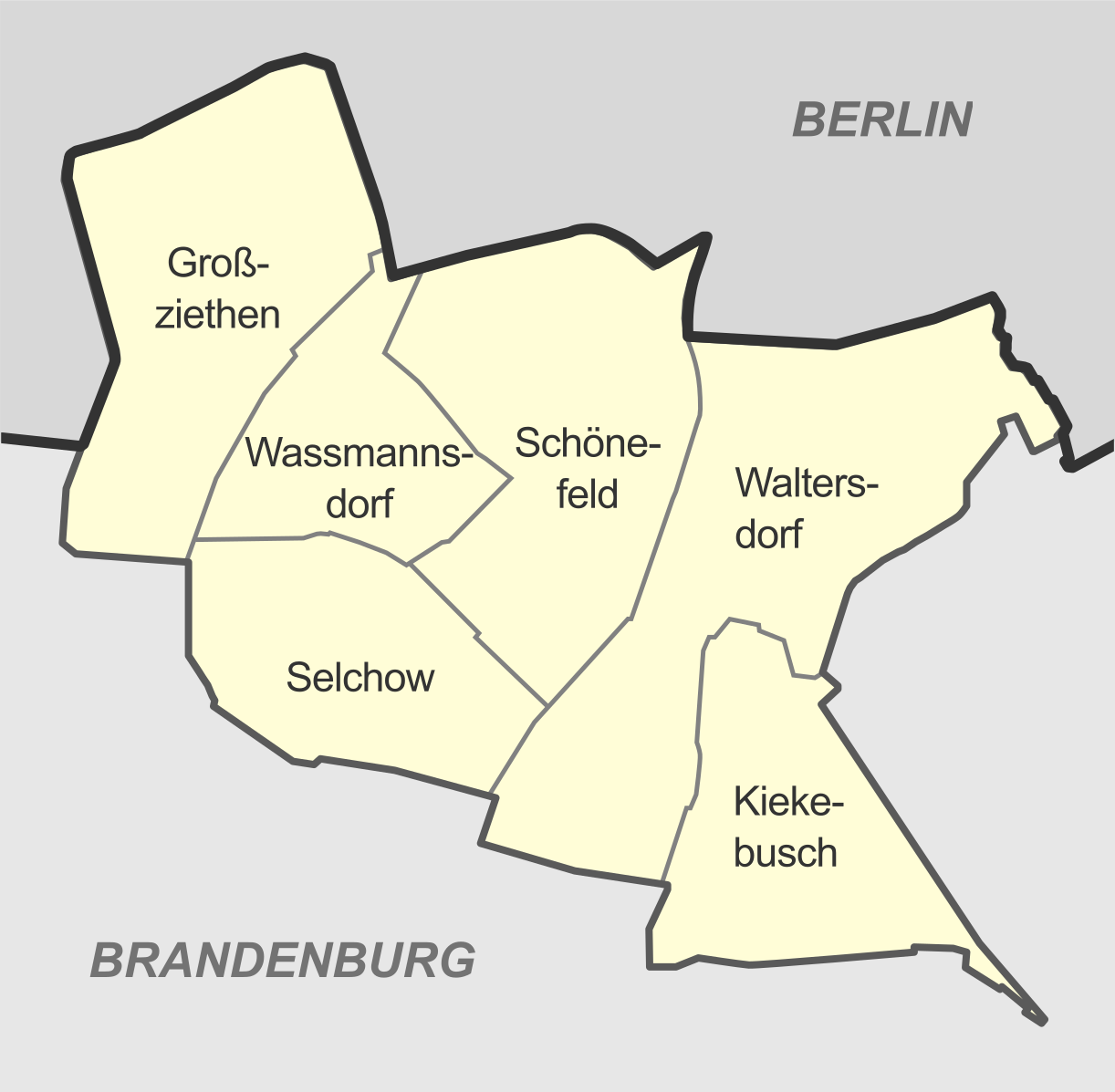
Plaatsen in de gemeente Schönefeld